# 紅骨鰃
紅骨鱗魚（学名：Ostichthys delta），又名紅骨鰃、鐵甲、金鱗甲、鐵甲兵、瀾公妾，为金鱗魚科骨鰃屬下的一个种。發現於留尼旺、薩摩亞群島、葛摩等海域，棲息深度150-200公尺，體長可達20公分，棲息在礁石區。

## 擴展閱讀
維基物種上的相關：紅骨鰃